# Mahdi Houssein Mahabeh
Mahdi Houssein Mahabeh (Yibuti, 20 de diciembre de 1995) es un futbolista yibutiano que juega en la posición de delantero y que actualmente juega en el AS Ali Sabieh Djibouti Télécom de la Primera División de Yibuti.

## Carrera

### Club
Debutó oficialmente en 2018 con el AS Ali Sabieh Djibouti Télécom con el que continúa actualmente.

### Selección nacional
Debutó con Yibuti el 3 de junio de 2016 en la clasificación para la Copa Africana de Naciones de 2017 en la derrota por 0-3 ante Túnez en ciudad de Yibuti. Su primer gol lo anotó el 4 de agosto de 2019 en la derrota ante Etiopía en Dire Dawa en la clasificación para la Copa Africana de Naciones de 2021.
Actualmente es el goleador histórico de la selección nacional con 6 goles.